# Osenbach
Osenbach ist eine französische Gemeinde mit 819 Einwohnern (Stand 1. Januar 2022) im Département Haut-Rhin in der Region Grand Est (bis 2015 Elsass). Der Name leitet sich vom Ochsenbach ab, der dort entspringt. Die Bewohner nennen sich Osenbachois oder Osenbachoises.

## Geografie
Osenbach liegt am Rand der Vogesen zwischen Colmar und Guebwiller. Das dicht bewaldete Gemeindegebiet ist Teil des 
Regionalen Naturparks Ballons des Vosges. 

## Geschichte

### Mittelalter
Osenbach gehörte zu den Besitzungen des Bischofs von Straßburg. 1298 ließ Theobald, Graf von Pfirt, Osenbach – wie andere Dörfer in der Umgebung auch – während einer Fehde gegen Konrad III. von Lichtenberg, den Bischof von Straßburg, niederbrennen. Denn Graf Theobald stand auf der Seite des Königs Adolf von Nassau, Bischof Konrad hingegen auf der Seite des Gegenkönigs Albrecht von Österreich. 1375 verwüstete eine Grande Compagnie Osenbach. Während des Deutschen Bauernkriegs plünderten die Bauern von Osenbach 1525 das Augustinerkloster Schwarzenthann in Wintzfelden.

### Neuzeit
Nahe Osenbach, am Fuße des Heidenbergs, wurde seit dem späten 15. Jahrhundert, mit Unterbrechungen, Silber- und Kupferbergbau betrieben. Es fanden sich Erzgänge mit einem Kupferanteil von 6 bis 10 %, die Silberausbeute betrug bis zu 4 Lot Silber pro Zentner. Die Stollen und Schächte hießen unter anderem „Gulden Asel“ (Goldener Esel), „Unser Lieben Frau Fundgrube“, „St. Annagrube“, „St. Johannes“ und „Silberrain“.
Im Dreißigjährigen Krieg fielen 1640 die Schweden in Osenbach ein, brandschatzten das Dorf und raubten die Kirchglocke. Im Zweiten Raubkrieg verwüsteten die Truppen des Marschalls Turenne im Januar 1675 das Dorf.
1850 wurde das letzte Bergwerk in Osenbach geschlossen.

## Bevölkerungsentwicklung

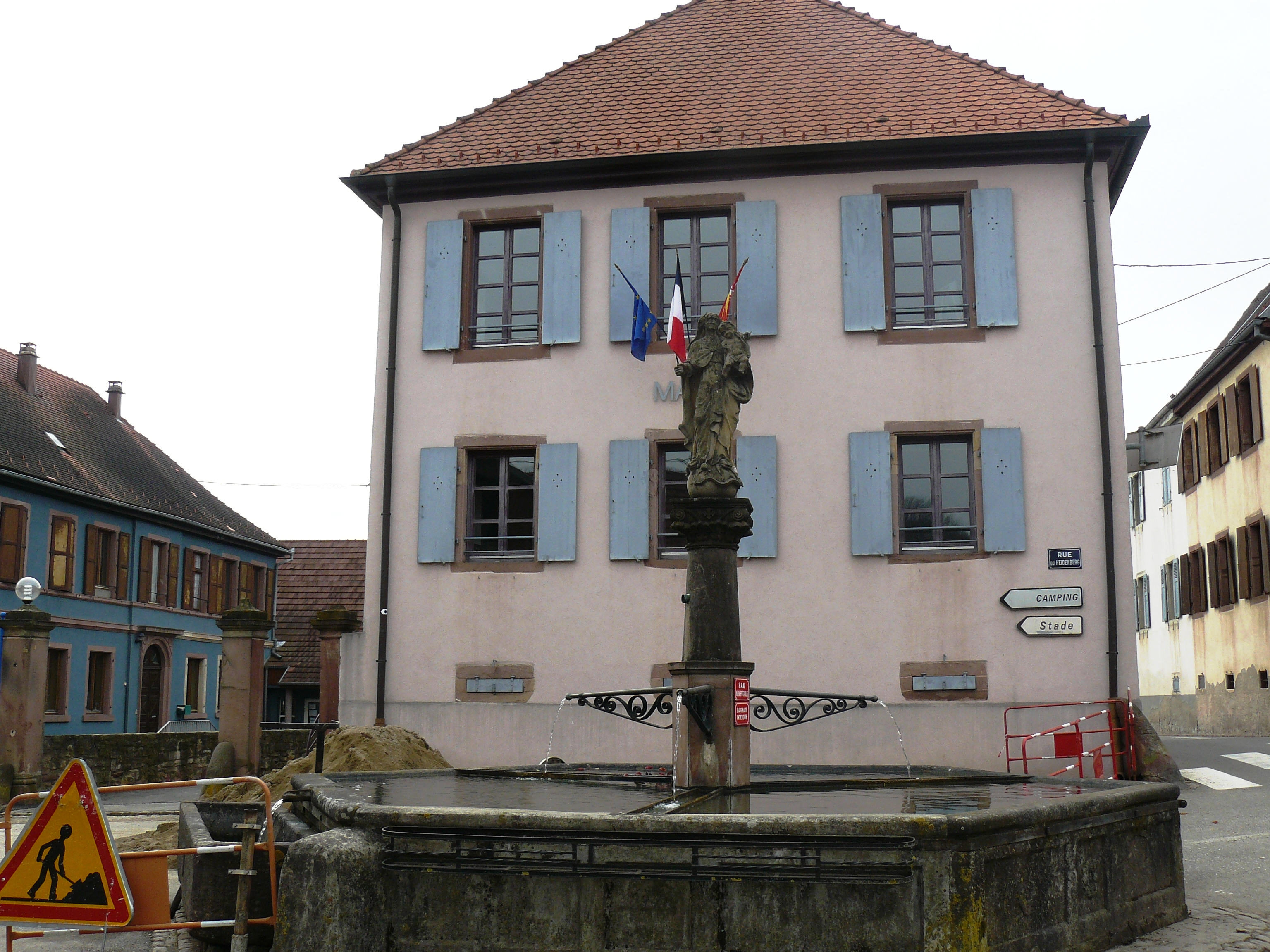
Jungfrauenbrunnen vor dem Rathaus in Osenbach

| Jahr      | 1962 | 1968 | 1975 | 1982 | 1990 | 1999 | 2006 |
| Einwohner | 512  | 542  | 557  | 702  | 811  | 831  | 864  |